# Образуване на българската народност (Димитър Ангелов)
„Образуване на българската народност“ е теоретична разработка на Димитър Ангелов по темата от заглавието със задача да проследи продължителния процес на формиране на българската народност, като го проследява от епохата на траките по българските земи до 10 век и насетне.
В съответствие с официалната концепция, от времето когато излиза разработката, се придава най-значителна тежест на славянския етнос в този процес. Същевременно се признава и голямото значение на тракийския етнообразуващ компонент. Авторът приема, че по-многобройните славяни успели да асимилират заварените траки, но въпреки това, поради доминантния ген на средиземноморския антропологичен тип, тракийският облик постепенно се наложил сред българското население и изместил славянския. Относно прабългарите се посочва, че те са допълнителен етнообразуващ компонент, който поради малобройността си не оставил сериозен биологичен отпечатък.
Въпреки някои съобразявания с официалната и властваща марксистка идеология по времето, когато се създава и излиза това изследване, то е със значим принос в историографията на българите.